# UTC+07:00

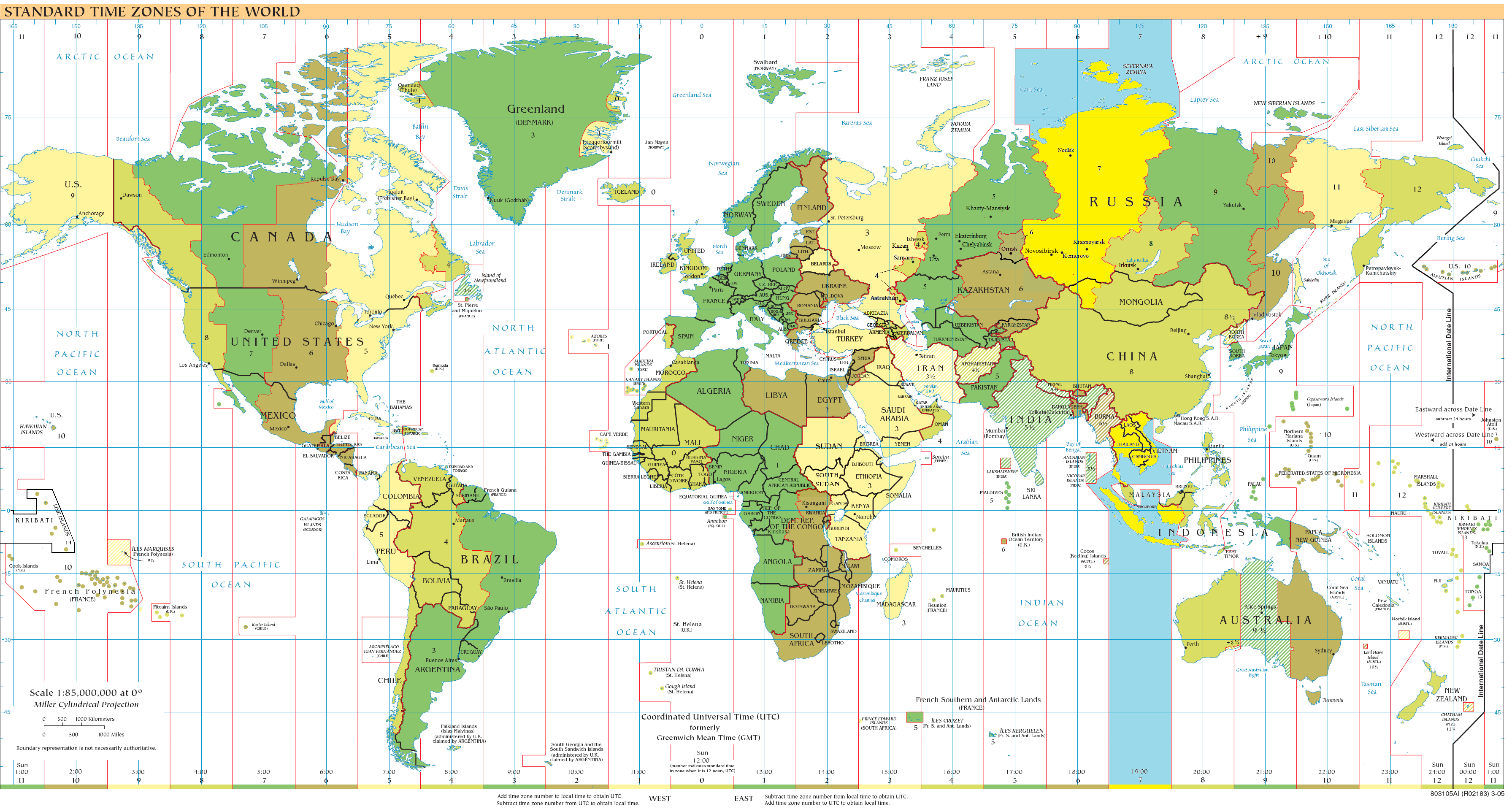
UTC+07 2010년: 파란색 (12월), 주황색 (6월), 노란색 (연중), 밝은 청색 - 바다

UTC+07는 협정 세계시보다 7시간 빠른 동경 105도를 기준으로 하는 시간대이다. 인도차이나 표준시 또는 인도네시아 서부 표준시로도 알려져 있다.

## 표준 시간대(1년 내내)

### 북아시아
- 러시아 - 시베리아 연방관구 알타이 공화국, 케메로보주, 하카시아 공화국, 크라스노야르스크주, 노보시비르스크주, 톰스크주, 투바 공화국

### 동아시아
- 몽골 서부 일부분
  - 허브드주, 오브스주, 바잉울기주

### 동남아시아
- 라오스
- 베트남
- 캄보디아
- 태국
- 인도네시아 서부
  - 칼리만탄틍아주, 자와섬, 수마트라섬, 칼리만탄바랏주
- 오스트레일리아
  - 크리스마스섬

## 과거 사용된 곳
- 중화인민공화국 -  중화민국이던 시절, 간쑤·쓰촨 지방에서 쓰던 시간대를 주로 썼지만 중국의 중앙 내륙 지역에서 사용하였다.

## 비교
| UTC+07 | 0       | 1       | 2       | 3       | 4       | 5       | 6       | 7 | 8  | 9  | 10 | 11 | 12 | 13 | 14 | 15 | 16 | 17 | 18 | 19 | 20 | 21 | 22       | 23       |
| ------ | ------- | ------- | ------- | ------- | ------- | ------- | ------- | - | -- | -- | -- | -- | -- | -- | -- | -- | -- | -- | -- | -- | -- | -- | -------- | -------- |
| UTC    | 전날 17 | 전날 18 | 전날 19 | 전날 20 | 전날 21 | 전날 22 | 전날 23 | 0 | 1  | 2  | 3  | 4  | 5  | 6  | 7  | 8  | 9  | 10 | 11 | 12 | 13 | 14 | 15       | 16       |
| KST    | 2       | 3       | 4       | 5       | 6       | 7       | 8       | 9 | 10 | 11 | 12 | 13 | 14 | 15 | 16 | 17 | 18 | 19 | 20 | 21 | 22 | 23 | 다음날 0 | 다음날 1 |

## 같이 보기
- 중국의 시간
- 말레이시아 표준시
- 러시아의 시간대